# Joey Votto
Joseph Daniel Votto (nascido em 10 de setembro de 1983) é um jogador profissional de beisebol que atua como primeira base pelo  Cincinnati Reds da Major League Baseball (MLB). Fez sua estreia na MLB com os Reds em 2007. Votto foi convocado cinco vezes para o All-Star Game e venceu seis vezes o prêmio Tip O'Neill Award. Em 2010, foi o MVP da National League (NL), além de vencer o Hank Aaron Award da NL e o troféu Lou Marsh Trophy como atleta canadense do ano.

## Vida pessoal
Votto vive em Cincinnati. Tem três irmãos; Tyler, e os gêmeos Ryan e Paul que estão na North Park Secondary School em  Brampton, Ontário. Votto tem um cão de nome "Maris", dado em homenagem à Roger Maris. Votto é representado pelo agente Dan Lozano.